# Portraits des évangélistes
 (mai 2024).
 (mai 2024).
Si vous disposez d'ouvrages ou d'articles de référence ou si vous connaissez des sites web de qualité traitant du thème abordé ici, merci de compléter l'article en donnant les références utiles à sa vérifiabilité et en les liant à la section « Notes et références ».

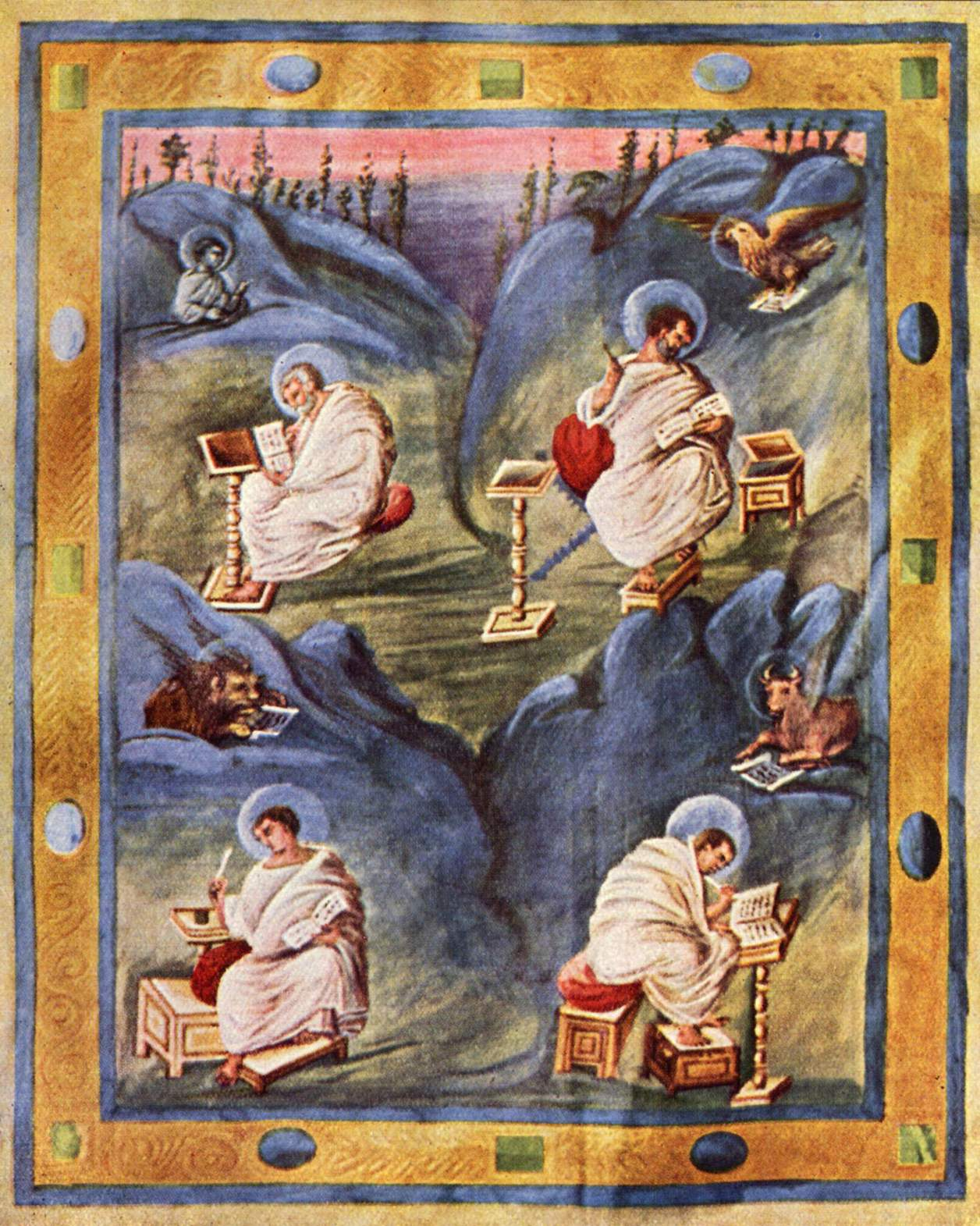
Les quatre évangélistes et leurs symboles dans les Évangiles d'Aix-la-Chapelle (vers 820).

Les portraits des évangélistes sont un type spécifique d'enluminure qu'on rencontre dans les manuscrits enluminés du Moyen Âge et plus tard dans les Bibles et autres supports religieux.
Chacun des quatre Évangiles, selon Matthieu, Marc, Luc et Jean, possède un portrait d'évangéliste en préface, occupant souvent une page entière. Leurs symboles peuvent être représentés avec eux ou séparément. C'est souvent la seule enluminure du manuscrit. Ces portraits sont fréquemment rencontrés dans les grands Évangiles du VIIe siècle jusqu'au déclin de ce format de manuscrit au Haut Moyen Âge, à l'époque où ils furent utilisés pour réaliser des portraits d'autres auteurs.

## Portraits d'auteur
Ces portraits dérivent de la tradition classique séculière du portrait d’auteur, qui est souvent la seule illustration disponible dans les manuscrits classiques, également comme frontispice. Il subsiste très peu d'exemples de portraits séculiers de l’Antiquité tardive. Certains reprennent les conventions des portraits consulaires, souvent employées pour représenter les empereurs (qui sont aussi consuls). Le Chronographe de 354 et le Missorium de Théodose présentent des copies de tels portraits.
Suivant ces conventions, l'évangéliste doit tenir un livre, mais sans être en train d'écrire dedans. Il apparaît de face, assis sur un trône imposant, et entouré d'un cadre élaboré, peut-être inspiré des façades ou avant-scène des théâtres romains.

## Les symboles des Évangélistes
Les symboles traditionnels des évangélistes apparaissent souvent dans ces portraits. Dans l'enluminure insulaire, ils bénéficient parfois d'images séparées, ou figurent à la place du portrait de l'évangéliste. Ces symboles sont : le Lion pour Marc, l’Aigle pour Jean, le Bœuf pour Luc et l'Homme pour Matthieu. Ils sont souvent représentés avec des ailes, comme le lion ailé sur les armoiries de Venise dont le saint patron est Marc. Parfois, comme dans l’Évangéliaire de Lorsch, les symboles dictent le texte des évangiles.

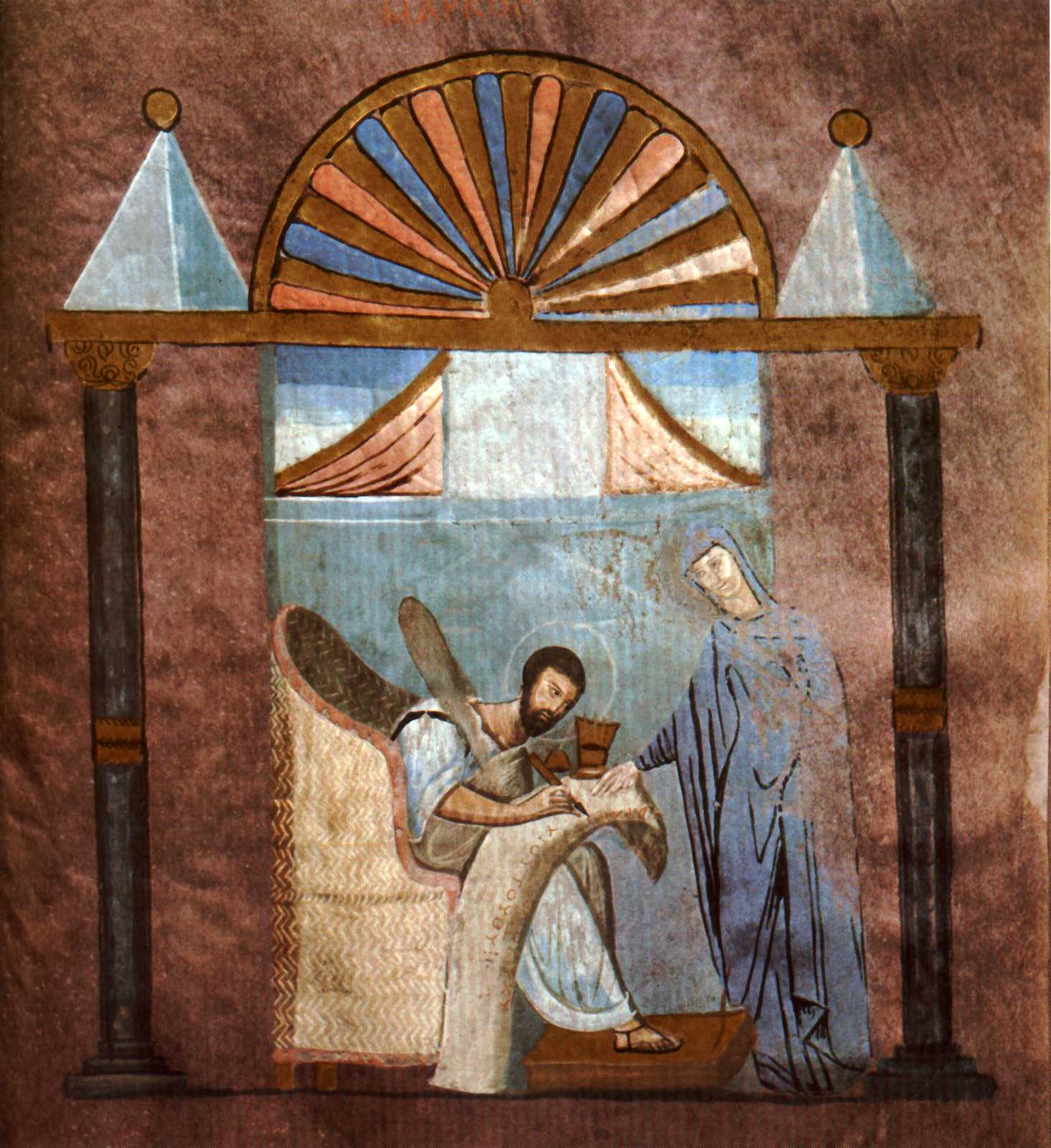
Marc dans l'évangéliaire de Rossano (VIe siècle).
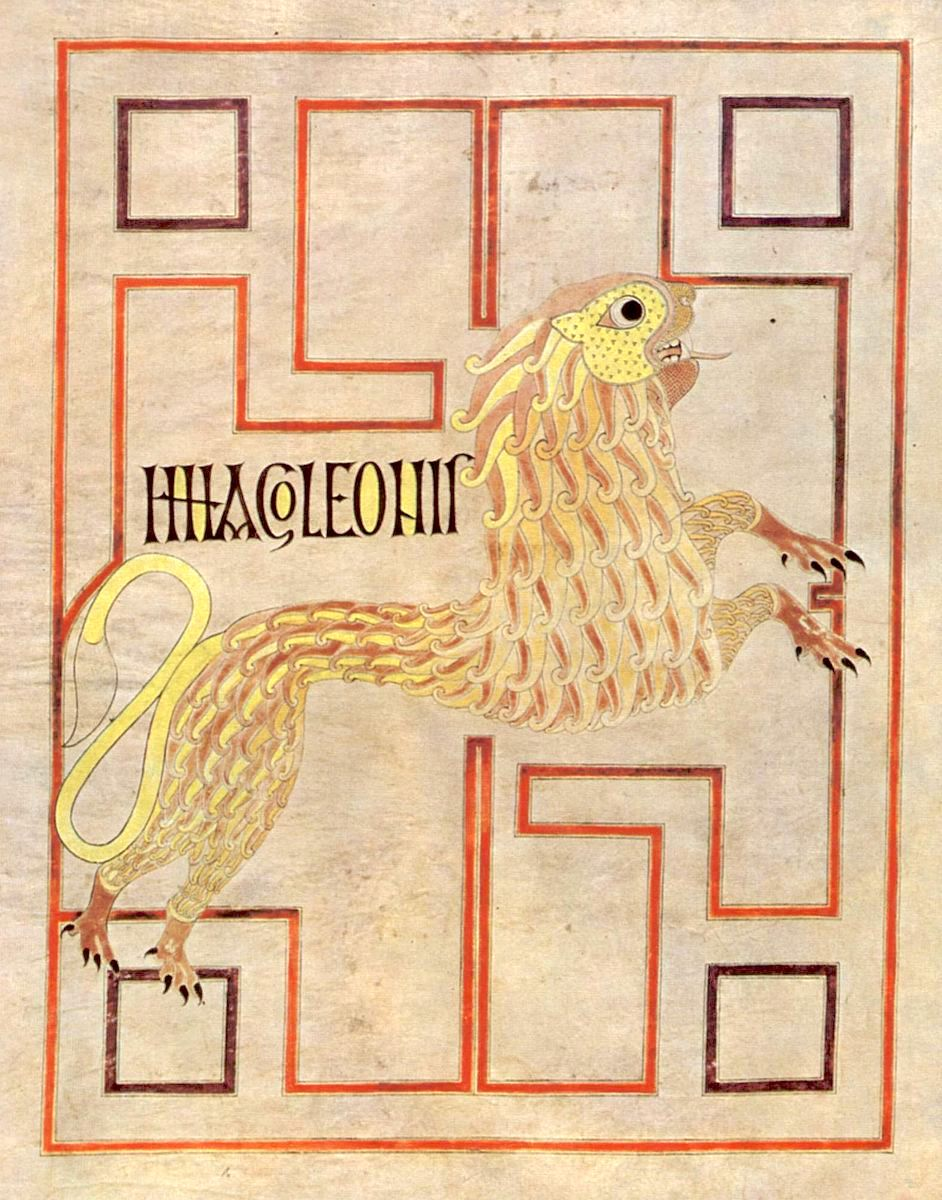
Le lion de Marc dans l'Évangéliaire d'Echternach (VIIe siècle).
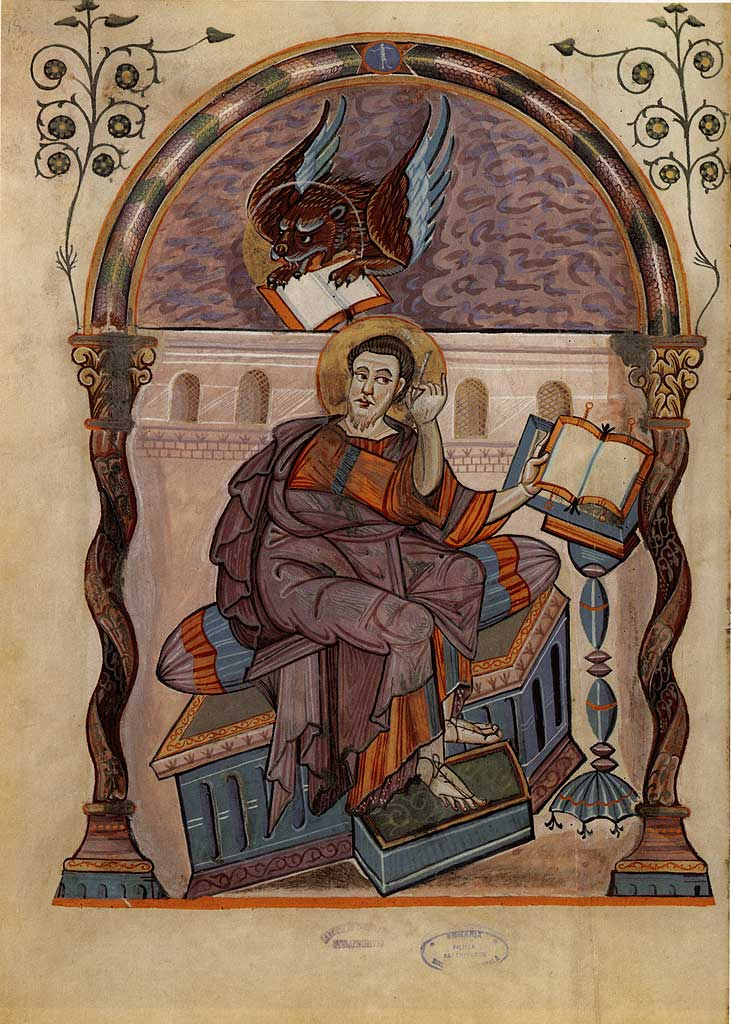
Marc dans l'évangéliaire de Lorsch (entre 778 et 820).

## Description et autres supports
Jusqu'à l'arrivée de l'enluminure insulaire, du VIIe au Xe siècle, les portraits des Évangélistes suivent toujours les modèles classiques, montrant les évangélistes en entier, assis, regardant le lecteur ou écrivant à un bureau et vus sous un angle oblique. L'usage veut que le dessin ait un cadre. Les détails de ces modèles, comme les rouleaux et les écritoires avec un unique support en forme de dauphin, ont assez bien survécu au Moyen Âge, bien que parfois clairement mal compris par les artistes concernés. Peut-être à cause de l'origine séculière de cette typologie, les auréoles sont moins utilisées que dans d'autres types d'images. La précision des détails des meubles est inhabituelle pour le Moyen Âge précoce. L'arche placée derrière l'auteur, à laquelle sont souvent suspendus des rideaux dans les modèles classiques, évolue peu à peu en un cadre décoratif pour la scène entière.
Les plus anciens évangiles possèdent souvent une couverture métallique ouvragée très couteuse avec des pierres précieuses. Elles présentent un cadre central représentant le Christ en Gloire, avec les évangélistes ou leurs symboles dans les coins. Les mêmes compositions apparaissent sur les supports d'art religieux du Moyen Âge précoce, y compris les tapisseries. Le calice de Tassilon (daté du VIIe siècle) est un exemple de ferronnerie avec cinq médaillons ovales représentants des portraits du Christ et des évangélistes autour du calice.

## Variantes insulaires et déclin

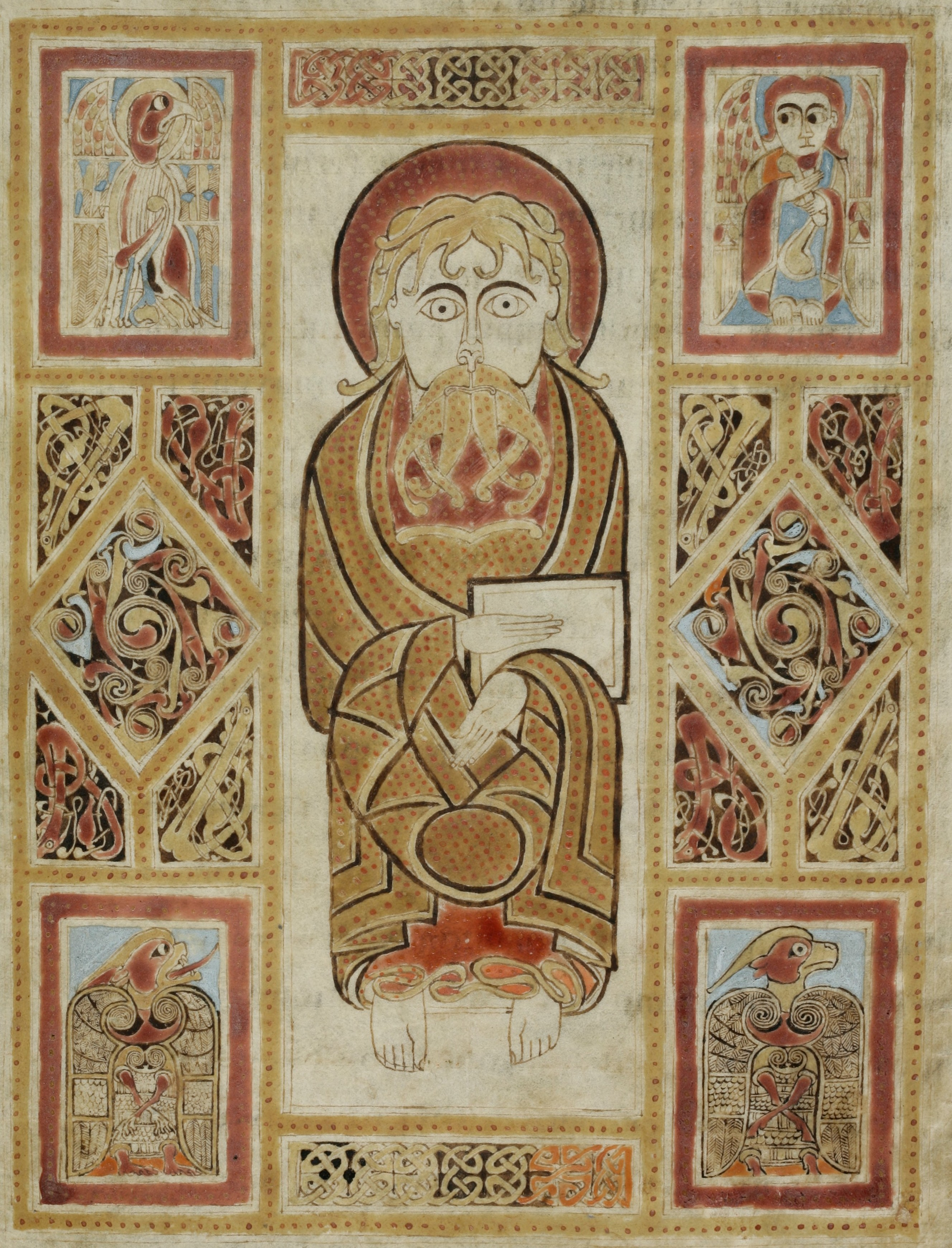
Évangéliaire irlandais de Saint-Gall : Saint Marc est ici entouré par les quatre symboles représentés ailés (VIIIe siècle).

Les enlumineurs insulaires représentent souvent les Évangélistes de face et debout, bien qu'un chaise soit dessinée à leurs côtés. Le visage des personnages ne font pas l'objet de beaucoup de détails. Plus tard, la chaise tend à disparaître des dessins. Pendant ce temps, dans le reste de l'Europe, le modèle dominant est une représentation assise, de trois-quarts-face, et avec un coussin derrière eux. Il arrive parfois d'avoir les quatre évangélistes sur une même page, parfois encadrant le Christ en gloire. Les portraits debout était cependant monnaie courante pour les représentations murales avec les évangélistes représentés comme les autres saints.
L'abondance d'illustrations dans les Évangiles décline à partir de la période romane, de même que la portraiture des évangélistes. Cependant, dans le monde Orthodoxe, les Évangiles restent un support privilégié d'illustrations, et les portraits des Évangélistes, dérivant de la tradition byzantine, figurent abondamment dans les premiers manuscrits slaves, comme les Évangiles d'Ostromir (XIe siècle) et les Évangiles de Khitrovo (1390). En Occident, leurs portraits sont dès lors le plus souvent relégués aux capitales enluminées débutant chaque évangile. D'autres saints écrivains sont dépeints suivant les mêmes conventions, notamment Jérôme de Stridon, souvent représenté à son bureau avec son symbole, un lion, assoupi à ses pieds, et pour le pape Grégoire Ier, qui apparaît avec une colombe, représentant son inspiration de l'Esprit Saint, chuchotant à son oreille.